# Carissa Norsten
Carissa Norsten (7 de novembro de 2003) é uma jogadora de rugby sevens canadense.

## Carreira
Norsten foi nomeada para a equipe canadense dos Jogos Pan-Americanos de 2023 em outubro. Nos jogos, Norsten ganharia a medalha de prata com a equipe.
Em junho de 2024, Norseten foi nomeada a novata do ano na série feminina SVNS de 2023–24. Ela foi escolhida para as Olimpíadas de Verão de 2024 em Paris, França. A equipe ganhou uma medalha de prata, vindo de 0-12 atrás para derrotar a Austrália por 21-12 nas semifinais, antes de perder a final para a Nova Zelândia.